# Kolonia
Kolonia este capitala statului Pohnpei din Statele Federate ale Microneziei. Orașul se află pe coasta de nord a insulei Pohnpei având o populație estimată de 10.000 locuitori.